# Amanda Pelkey
Amanda Pelkey (* 29. Mai 1993 in Montpelier, Vermont) ist eine US-amerikanische Eishockeyspielerin, die seit Dezember 2023 für die Boston Fleet in der Professional Women’s Hockey League auf der Position der Stürmerin spielt. Pelkey war zwischen 2014 und 2018 Mitglied der Frauen-Eishockeynationalmannschaft der Vereinigten Staaten und ist mehrfache Weltmeisterin sowie Olympiasiegerin.

## Karriere
Pelkey spielte während ihrer High-School-Zeit für die North American Hockey Academy in Stowe im Bundesstaat Vermont. Während dieser Zeit bis 2011 nahm die Stürmerin in den Jahren 2009, 2010 und 2011 dreimal an der U18-Frauen-Weltmeisterschaft teil. Dabei gewann sie in den Jahren 2009 und 2011 die Goldmedaille sowie 2010 eine Silbermedaille.
Nach Abschluss der High School zog es Pelkey zum Schuljahr 2011/12 an die University of Vermont. Neben ihrem Studium spielte sie die folgenden vier Jahre für das Eishockeyprogramm der Universität in der Hockey East, einer Division im Spielbetrieb der National Collegiate Athletic Association. Zwar war die Flügelstürmerin mit dem Team nicht sonderlich erfolgreich, dennoch gelang es ihr mit ihren Leistungen im Rahmen des 4 Nations Cup 2014 in der Frauen-Eishockeynationalmannschaft der Vereinigten Staaten zu debütieren.
Am Ende des Schuljahres 2014/15 beendete Pelkey ihr Studium und wechselte in die neu gegründete National Women’s Hockey League, wo sie fortan für die Boston Pride auf der Position des rechten Flügelstürmers auf Torejagd ging. Am Ende der Saison 2015/16 gewann sie mit den Pride den erstmals ausgespielten Isobel Cup, die Meisterschaftstrophäe der NWHL. Zudem nahm sie mit der Nationalmannschaft an der Weltmeisterschaft 2016 teil, die sie ebenso wie die Welttitelkämpfe 2017 im folgenden Jahr mit dem Gewinn des Weltmeistertitels abschließen konnte.
Anschließend kehrte die Offensivspielerin den Pride und der NWHL nach zwei Spielzeiten zunächst den Rücken zu und zog sich für die Saison 2017/18 vom US-amerikanischen Eishockeyverband USA Hockey zurück. Im Verband bereitete sie sich auf die Olympischen Winterspiele 2018 in Pyeongchang vor, bei denen sie mit den US-Amerikanerinnen die Goldmedaille gewann. Anschließend kehrte sie zur Saison 2018/19 in den Kader Pride zurück. Nach der Auflösung der CWHL trat sie 2019 der Professional Women’s Hockey Players Association bei und spielte für deren Calgary-Charter bei Promotionsspielen.
In der Saison 2022/23 spielte Pelkey für die Metropolitan Riveters in der in Premier Hockey Federation umbenannten früheren NWHL. Im Juni 2023 wurde die PHF an Investoren verkauft. Infolgedessen stellten die Riveters den Spielbetrieb ein. Die Investoren der PHF-Übernahme gründeten anschließend zusammen mit der PWHPA die Professional Women’s Hockey League. Pelkey erhielt im Dezember 2023 einen Einjahresvertrag beim Team PWHL Boston. Sie erhielt eine Einladung zum Auswahlcamp des fortan Boston Fleet genannten Teams vor dem Beginn der Saison 2024/25.

## Erfolge und Auszeichnungen
- 2016 Teilnahme am NWHL All-Star Game
- 2016 Isobel-Cup-Gewinn mit den Boston Pride

### International
| - 2009 Goldmedaille bei der U18-Frauen-Weltmeisterschaft - 2010 Silbermedaille bei der U18-Frauen-Weltmeisterschaft - 2011 Goldmedaille bei der U18-Frauen-Weltmeisterschaft | - 2016 Goldmedaille bei der Weltmeisterschaft - 2017 Goldmedaille bei der Weltmeisterschaft - 2018 Goldmedaille bei den Olympischen Winterspielen |

## Karrierestatistik

### International
Vertrat die USA bei:
| - U18-Frauen-Weltmeisterschaft 2009 - U18-Frauen-Weltmeisterschaft 2010 - U18-Frauen-Weltmeisterschaft 2011 | - Weltmeisterschaft 2016 - Weltmeisterschaft 2017 - Olympischen Winterspielen 2018 |

(Legende zur Spielerstatistik: Sp oder GP = absolvierte Spiele; T oder G = erzielte Tore; V oder A = erzielte Assists; Pkt oder Pts = erzielte Scorerpunkte; SM oder PIM = erhaltene Strafminuten; +/− = Plus/Minus-Bilanz; PP = erzielte Überzahltore; SH = erzielte Unterzahltore; GW = erzielte Siegtore; 1 Play-downs/Relegation; Kursiv: Statistik nicht vollständig)

## Privates
Amanda Pelkey ist seit August 2023 mit der finnischen Eishockeytrainerin und zweifachen Olympiasiegerin Venla Hovi verheiratet. Das Paar hat einen Sohn, Leevi Romeo Pelkey, geboren 10. September 2024.